# Spathanthus
Spathanthus là một chi thực vật có hoa trong họ Rapateaceae.